# Aéroport de Türkmenbaşy
L'aéroport international de Türkmenbaşy (code IATA : KRW • code OACI : UTAK), autrefois connu comme Krasnovodsk, est le deuxième plus grand aéroport international du Turkménistan. Il est situé dans la ville de Türkmenbaşy (autrefois Krasnovodsk), dans la province occidentale de Balkan. L'ouverture de l'aéroport date de 1959.

## Situation
| \| 100 km1:14 016 000 \| Achgabat Daşoguz Kerki Balkanabat Garabogaz Mary Türkmenbaşy Türkmenabat |
| 100 km1:14 016 000                                                                                |

## Compagnies aériennes et destinations
| Compagnies            | Destinations                         |
| --------------------- | ------------------------------------ |
| Turkmenistan Airlines | Achgabat, Daşoguz, Mary, Türkmenabat |

Édité le 18/11/2020